# Spalerosophis diadema
Spalerosophis diadema är en ormart som beskrevs av Schlegel 1837. Spalerosophis diadema ingår i släktet Spalerosophis och familjen snokar.
Denna orm förekommer i norra Afrika från södra Marocko, Mauretanien och norra Senegal över norra Niger och södra Tunisien samt Egypten, Arabiska halvön och Iran till Pakistan och centrala Uzbekistan. Arten saknas däremot i stora delar av bergskedjan Zagros. Den lever i låglandet och i bergstrakter upp till 2200 meter över havet. Habitatet utgörs av torra landskap som öknar, halvöknar, torr odlingsmark, kullar med några träd. Arten har ödlor, gnagare och småfåglar som föda. Honor lägger 3 till 16 ägg per tillfälle.
Några exemplar fångas och hölls av ormtjusare eller i terrarium. Hela populationen anses vara stabil. IUCN listar arten som livskraftig (LC).

## Underarter
Arten delas in i följande underarter:
- S. d. atriceps
- S. d. cliffordii
- S. d. schiraziana